# Sayda
Sayda es un municipio situado en el distrito de Sajonia Central, en el estado federado de Sajonia (Alemania), a una altitud de 680 metros. Su población a finales de 2016 era de unos 1800 habitantes y su densidad poblacional, 53 hab/km².